# Chrysodeixis minutus
Chrysodeixis minutus är en fjärilsart som beskrevs av Claude Dufay 1970. Chrysodeixis minutus ingår i släktet Chrysodeixis och familjen nattflyn. Inga underarter finns listade i Catalogue of Life.

## Bildgalleri

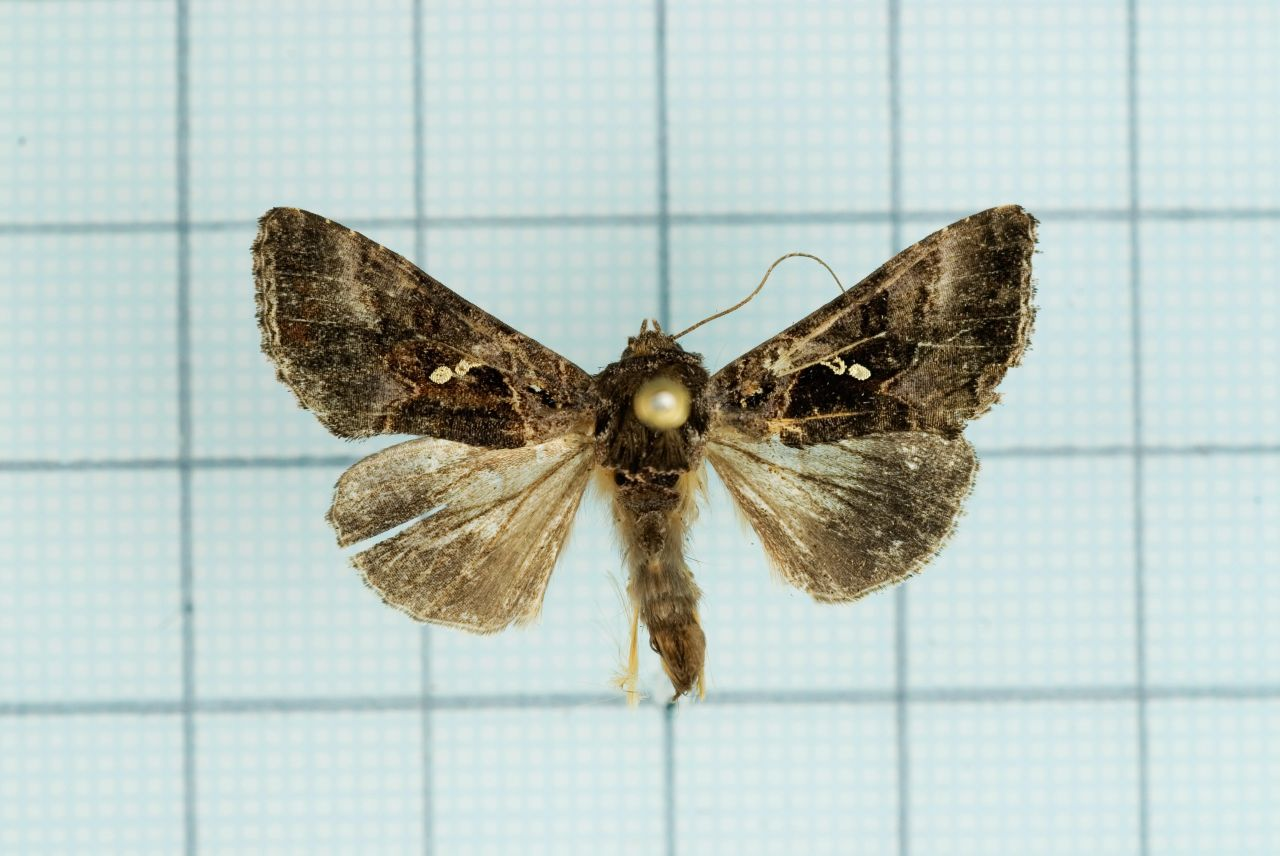
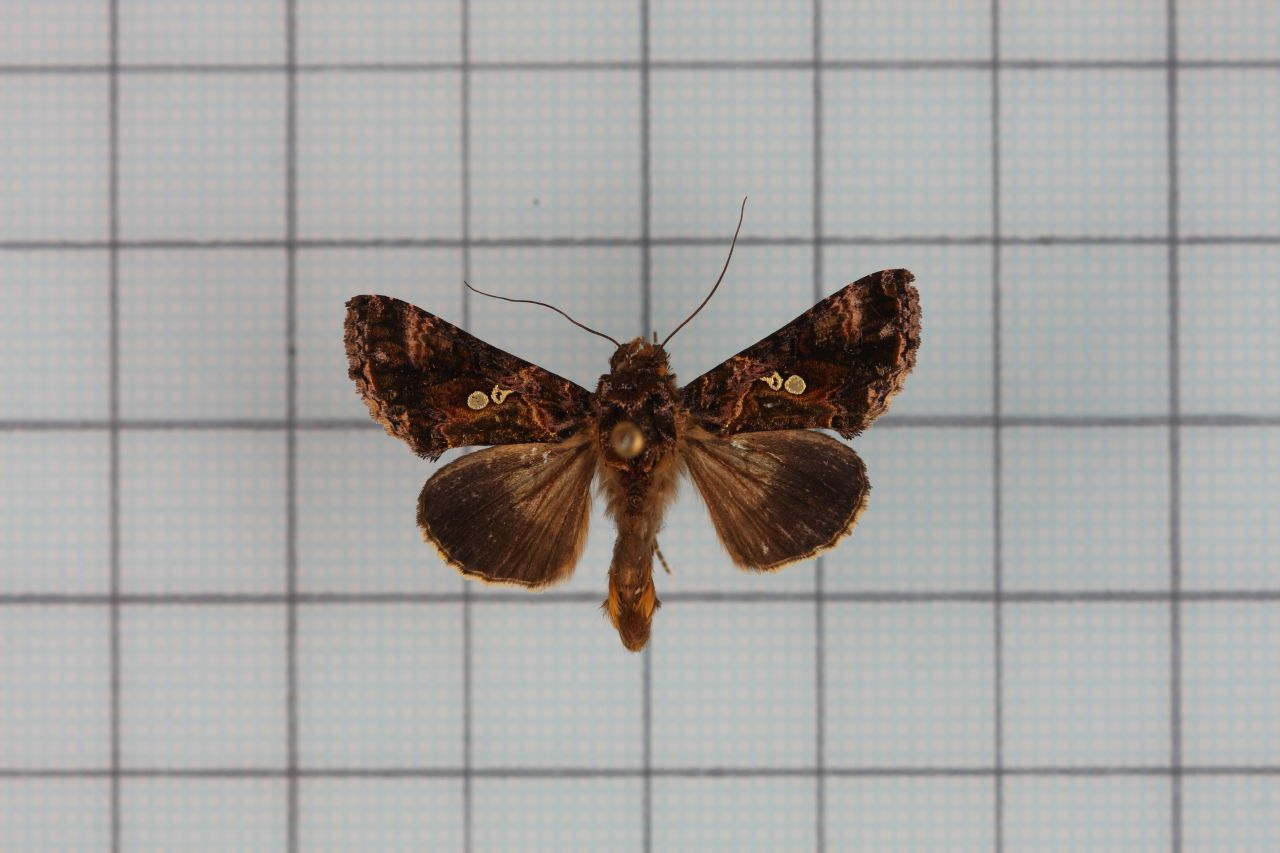
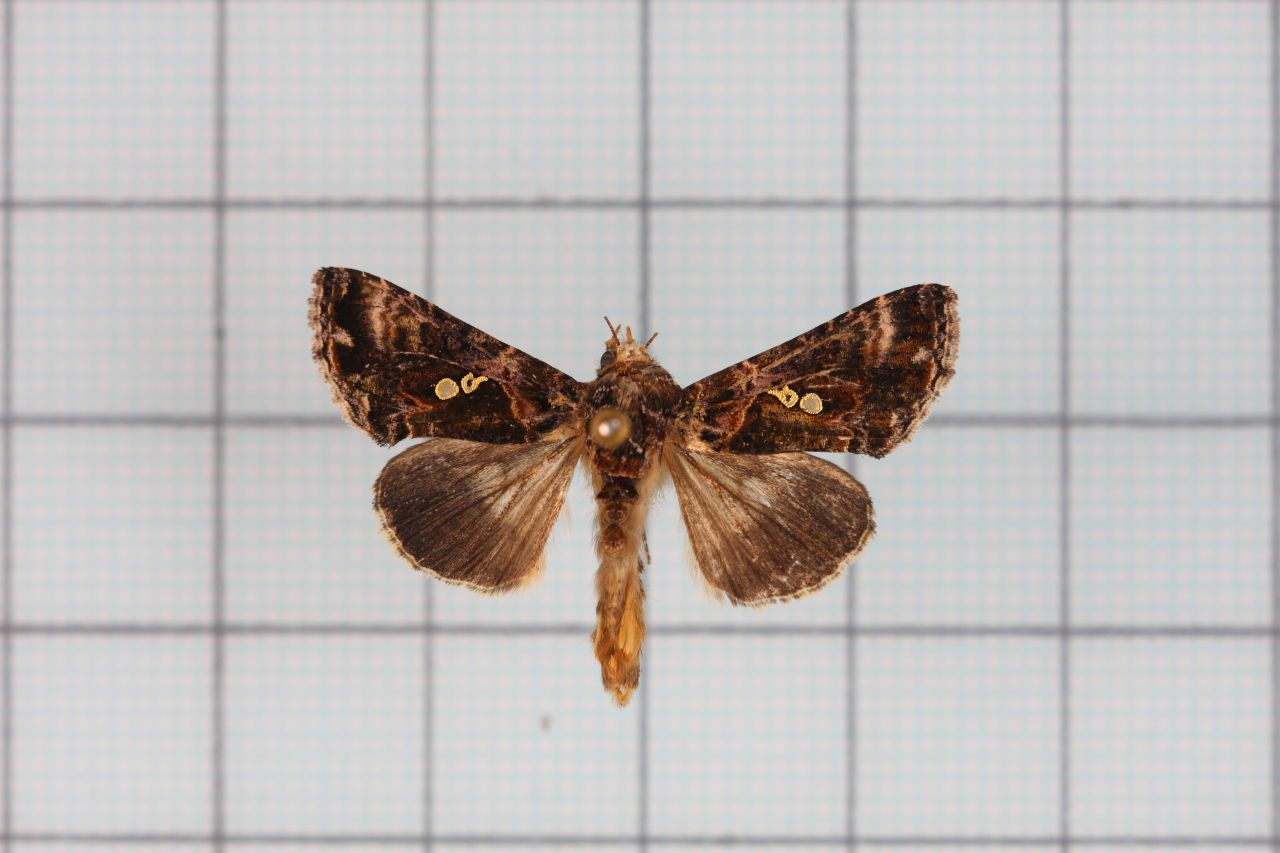
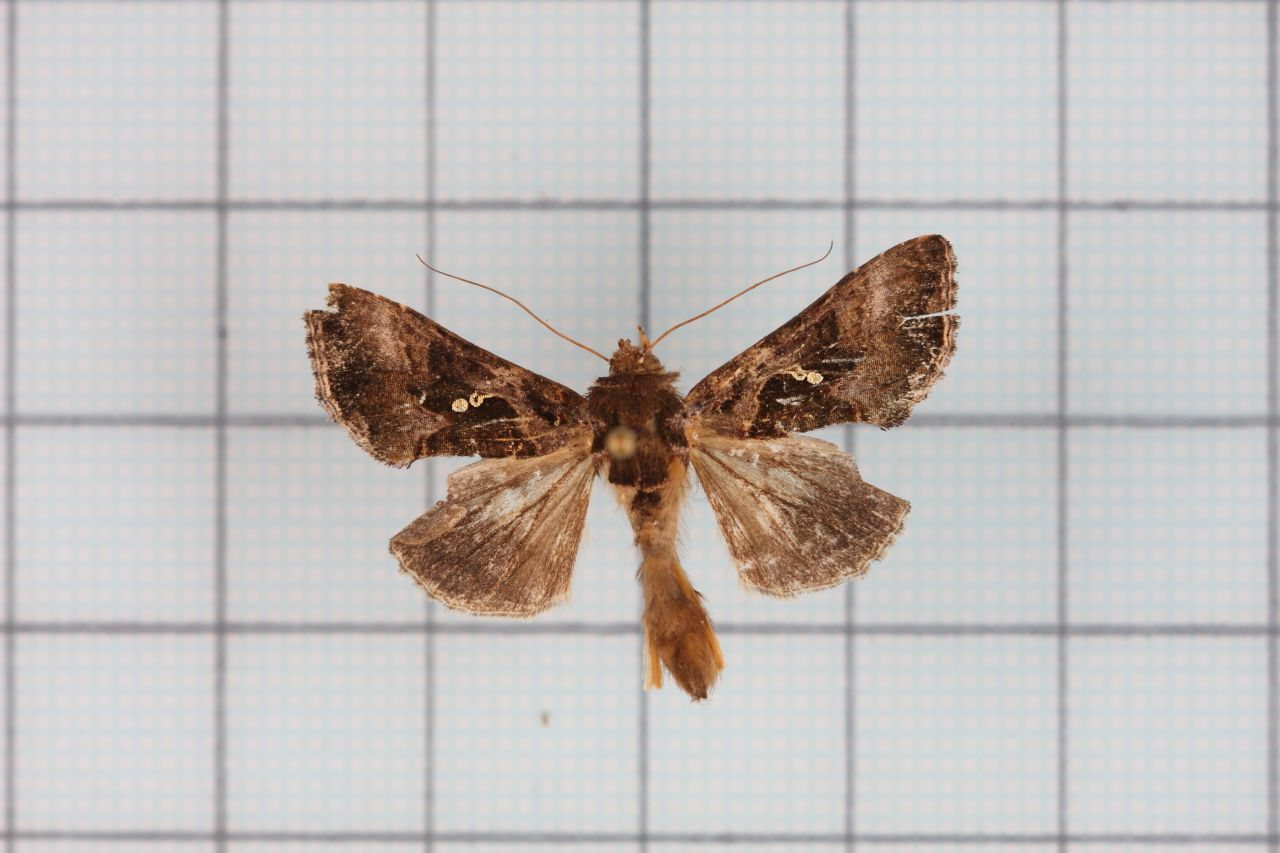
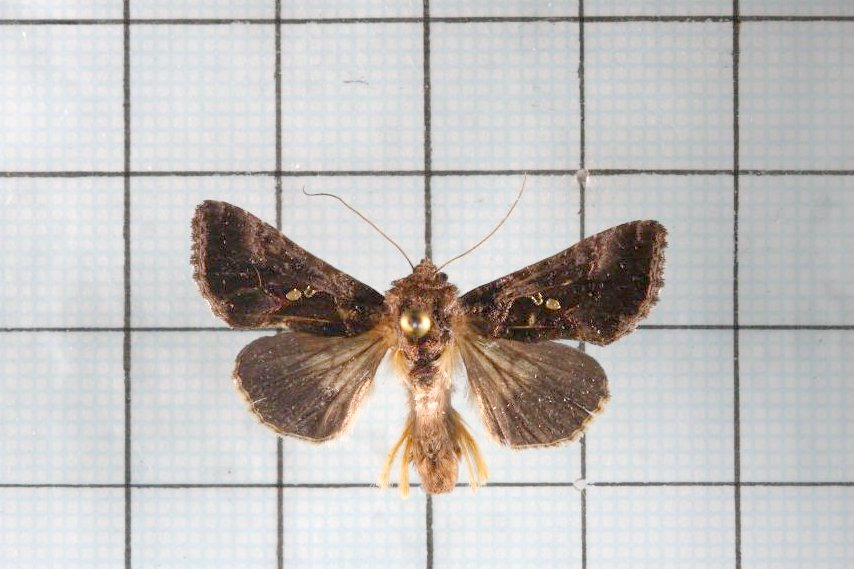
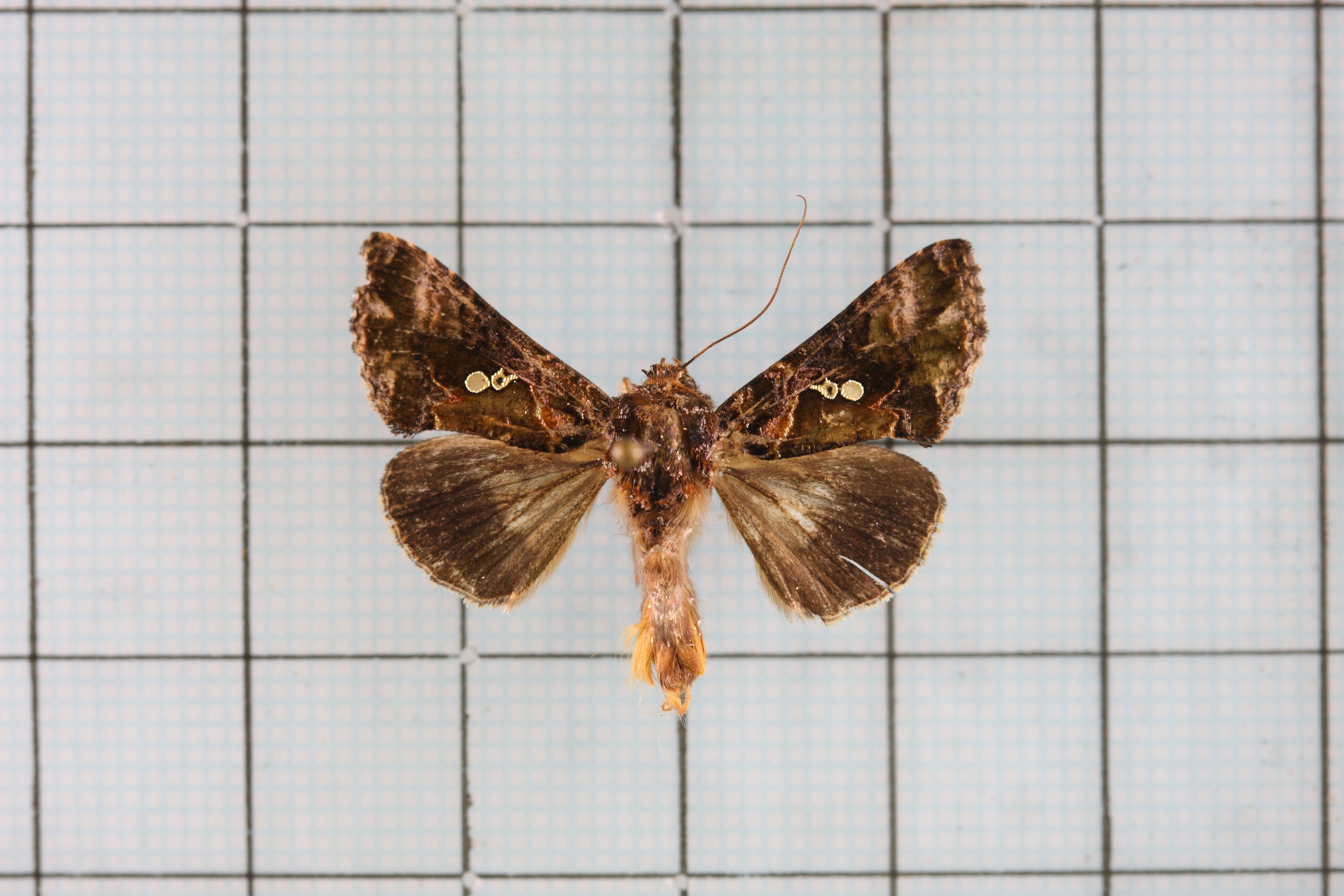